# Benjamin Thomas
Benjamin Thomas, född 12 september 1995 i Lavaur, är en fransk professionell landsvägscyklist och bancyklist.

## Karriär
Thomas har cyklat professionellt sedan 2015. Bland hans meriter kan nämnas en etappvinst i Giro d'Italia år 2024. Som bancyklist har vunnit guld i omnium vid VM åren 2017 och 2020 samt i madison åren 2017 och 2022. Vid olympiska sommarspelen 2020 tog han brons i madison. Vid OS 2024 tog han guld i omnium.